# Comté de Garland
Le comté de Garland est un comté de l'État de l'Arkansas aux États-Unis. Au recensement de 2010, il comptait 96 024 habitants. Son chef-lieu est Hot Springs.

## Démographie
| 1880  | 1890   | 1900   | 1910   | 1920   | 1930   | 1940   | 1950   |
| ----- | ------ | ------ | ------ | ------ | ------ | ------ | ------ |
| 9 023 | 15 328 | 18 773 | 27 271 | 25 785 | 36 031 | 41 664 | 47 102 |

| 1960   | 1970   | 1980   | 1990   | 2000   | 2010   | - | - |
| ------ | ------ | ------ | ------ | ------ | ------ | - | - |
| 46 697 | 54 131 | 70 531 | 73 397 | 88 068 | 96 024 | - | - |

## Photos

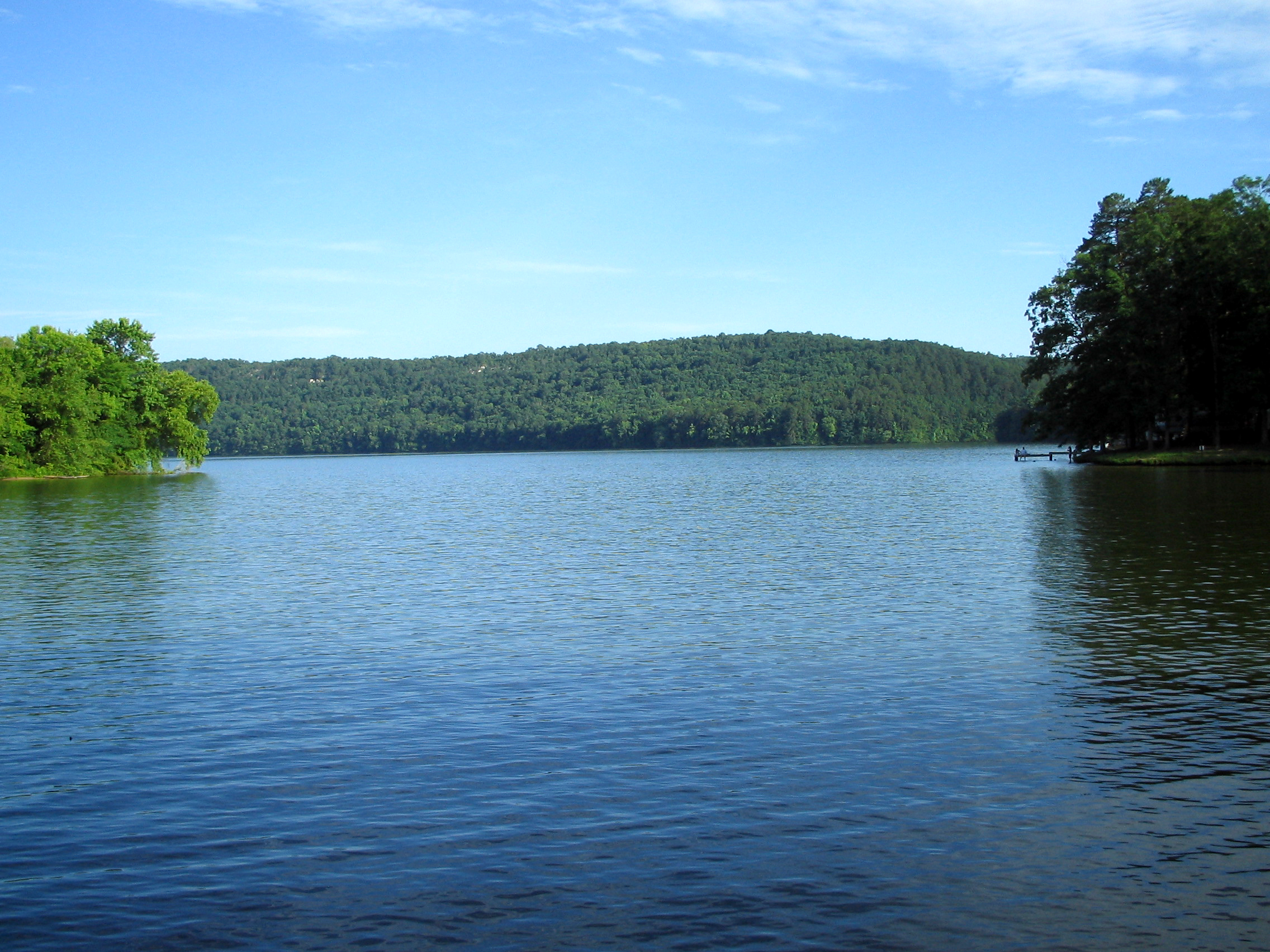
Le lac Catherine.
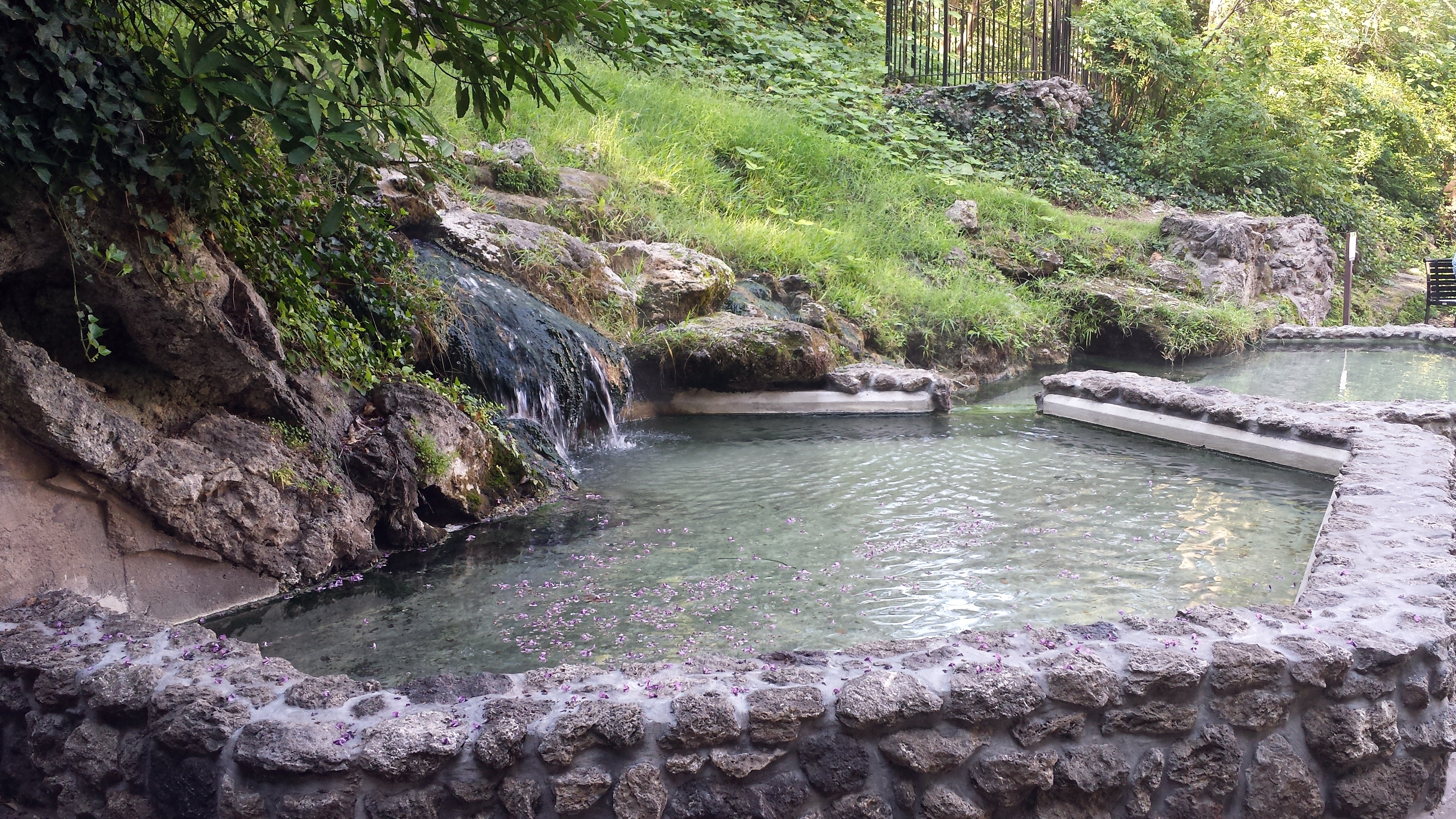
Bassin d'eau chaude dans le Parc national de Hot Springs.
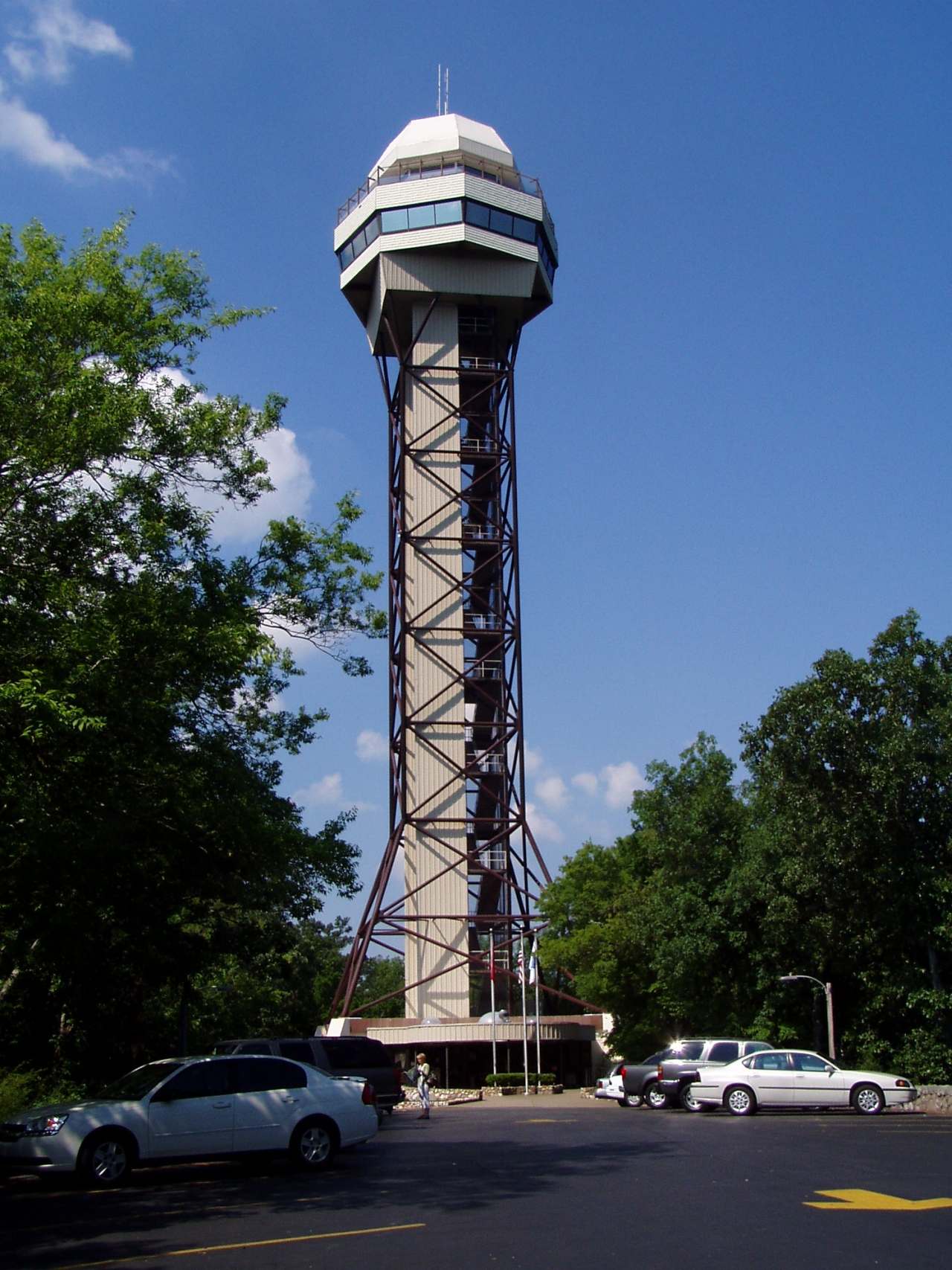
Hot Springs Mountain Tower.